# Carl Wedl
Carl Wedl (Vienna, 14 ottobre 1815 – Vienna, 21 settembre 1891) è stato un patologo austriaco.

## Biografia
Lavorò come medicò a Bad Ischl e Salisburgo e in seguito diventò professore di istologia presso l'Università di Vienna. Alcuni dei suoi discepoli più noti furono Heinrich Auspitz (1834-1885), Moritz Kaposi (1837-1902) e Salomon Stricker (1834-1898).
Wedl è ricordato per il suo grande lavoro in patologia e istologia microscopica. Ha dato importanti contributi nel campo dell'elmintologia, della dermatologia e dell'oftalmologia, ed è stato uno dei primi medici ad applicare la teoria cellulare per la patologia dell'occhio. Le omonime "celle Wedl" prendono il nome da lui.

## Opere
- Beiträge zur Lehre von den Hämatozoen, 1850
- Beiträge zur zweibuckeligen Kameeles (Camelus bactrianus), 1852 (con Franz Müller)
- Grundzüge der pathologischen Histologie, 1854 (Rudimentos de Histología Patológica), tradotto in inglese e curato da George Busk como "Rudiments of Pathological Histology", 1855
- Über das Nervensystem der Nematoden1855
- Über einige Nematoden, 1856
- Charakteristik mehrerer Grössentheils neuer Tänien, 1856
- Über ein in den Magen Rindes Vorkommendes Epiphyt de 1858
- Anatomische Beobachtungen über Trematodende 1858
- Über die Bedeutung der in den Schalen von manchen Acephalen und Gasteropoden vorkommenden Canäle, 1859
- Beiträge zur Pathologie der Blutgefässe, 1859
- Über einen im Zahnbein und Knochen keimenden Pilz, 1864
- Atlas zur Pathologie der Zähne, 1869, (con Moriz Heider)
- Über die Haut-Sensibilitätsbezirke der einzelnen Rückenmarksnervenpaare, 1869 (con Ludwig Türck)
- Histologische Mittheilungen. Anatomía MILZ zur der, 1871
- Pathologie der Zähne, mit besonderer Rücksicht auf Anatomie und Physiologie, 1872, tradotto in inglese da W.E. Boardman (con note di T.B. Hitchcock) con il titolo "The pathology of the teeth, with special reference to their anatomy and physiology", 1872.
- Zur pathologischen Anatomie des Glaukoms, 1882
- Der Aberglaube Naturwissenschaften und die, 1883
- Pathologische Anatomie des Augesde 1886